# Graf

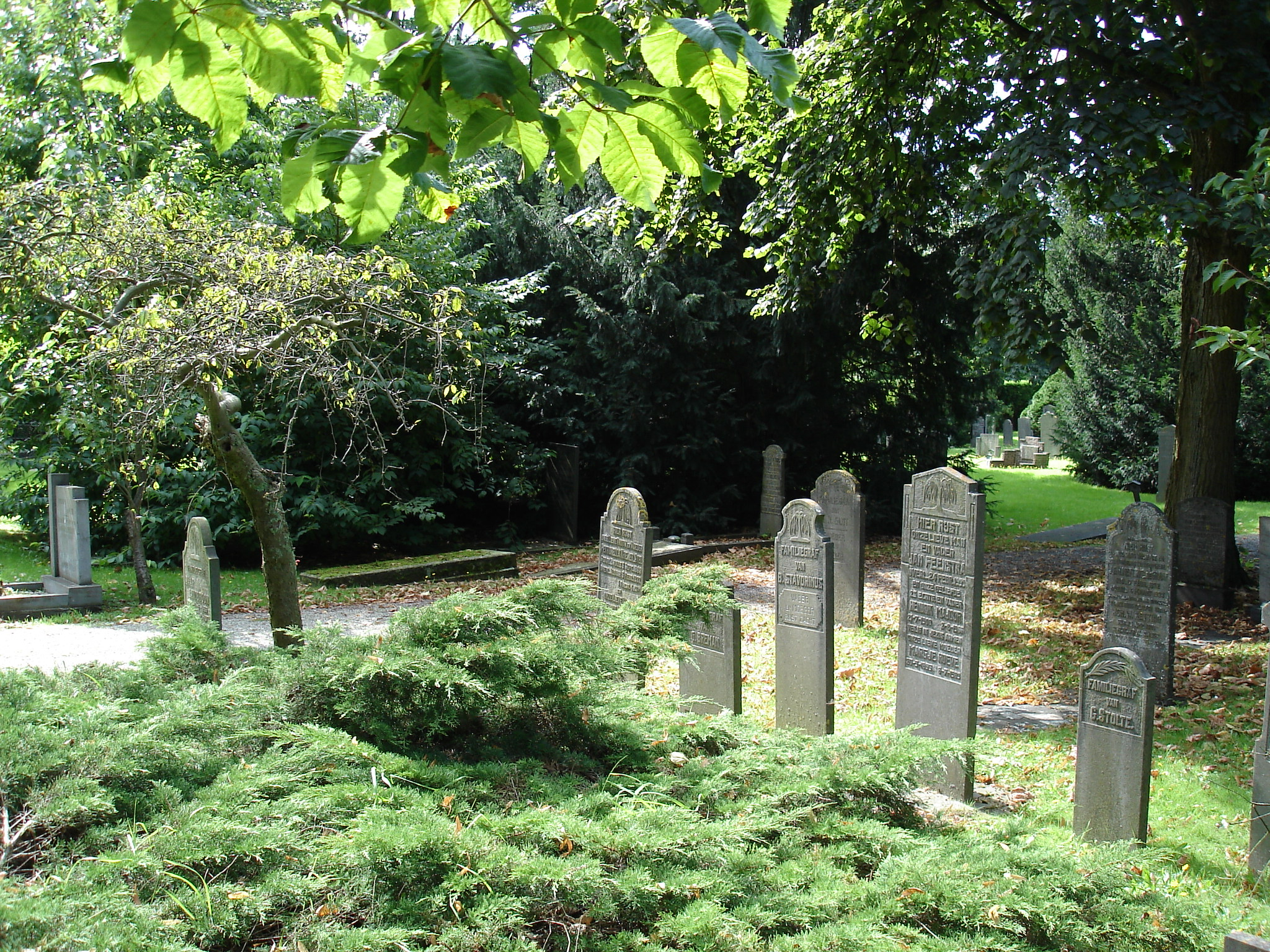
Graven uit de 19e eeuw op Algemene Begraafplaats Meppelerstraatweg te Zwolle.

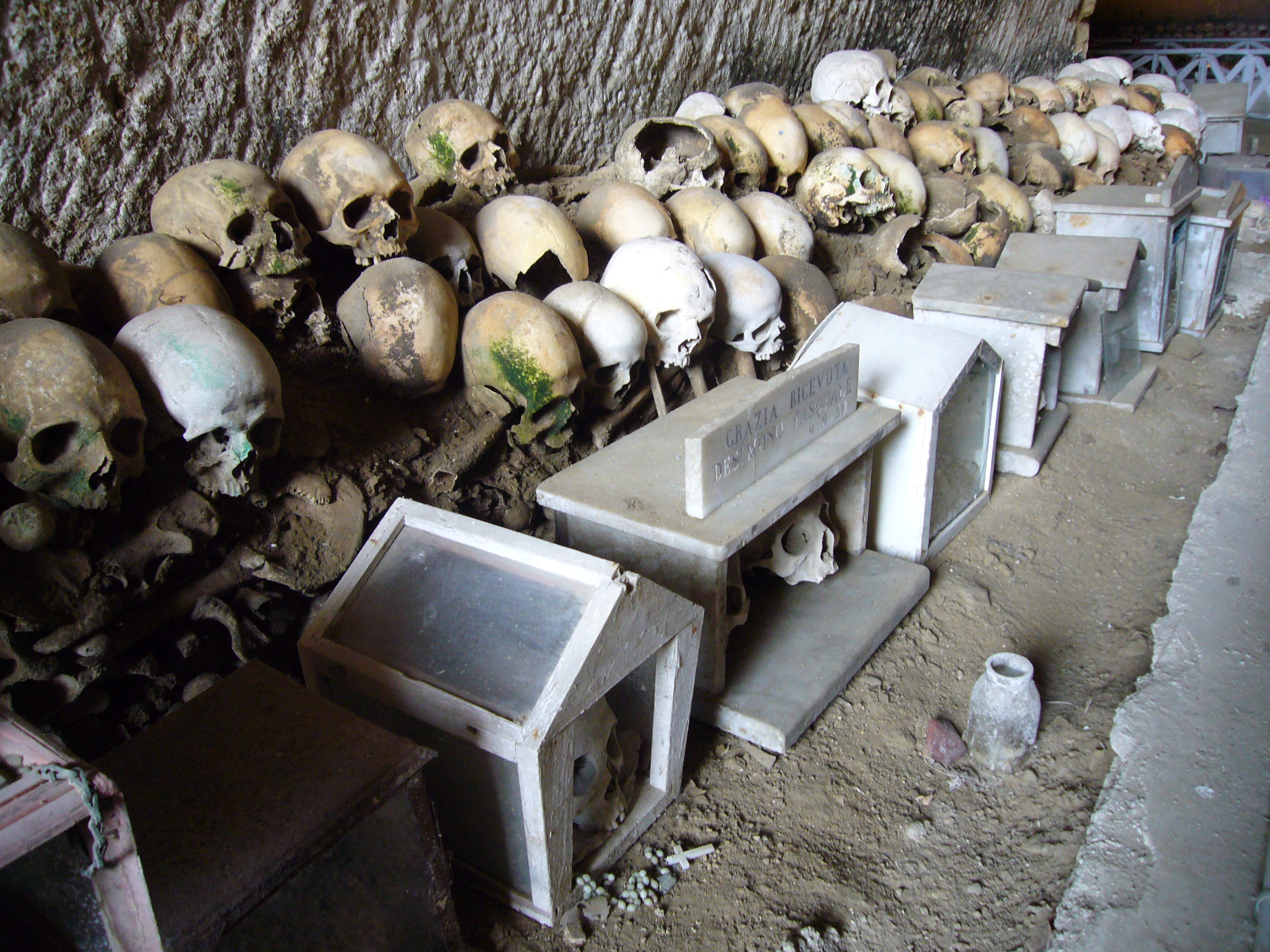
Cimitero delle Fontanelle, Napels

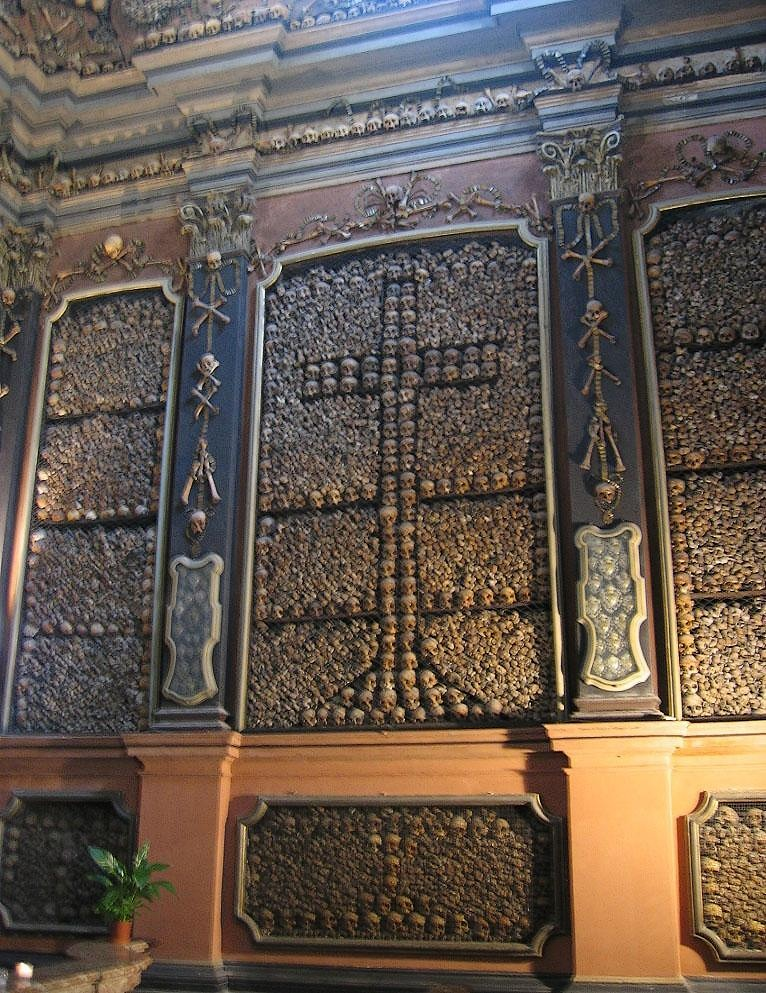
Chiesa di San Bernardino alle Ossa, Milaan

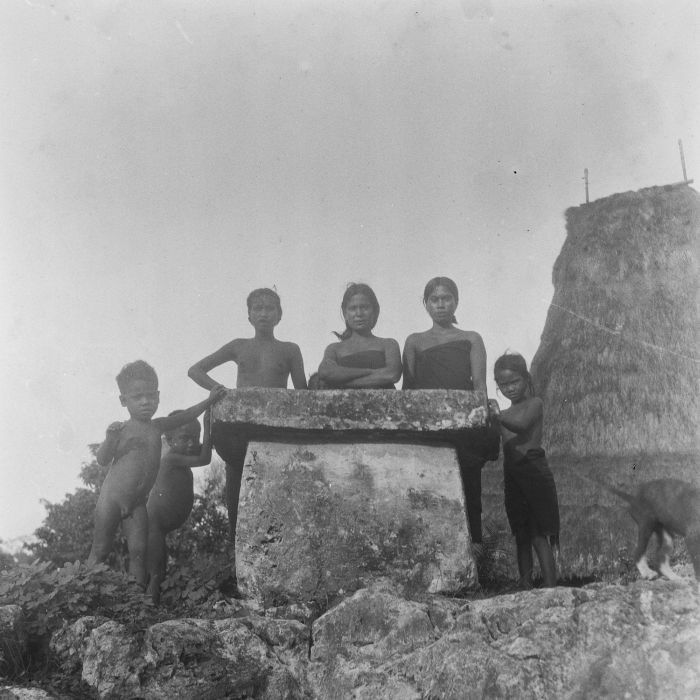
Portret van een groep vrouwen en kinderen bij een graf in een Sumbanees dorp, Wereldmuseum Amsterdam

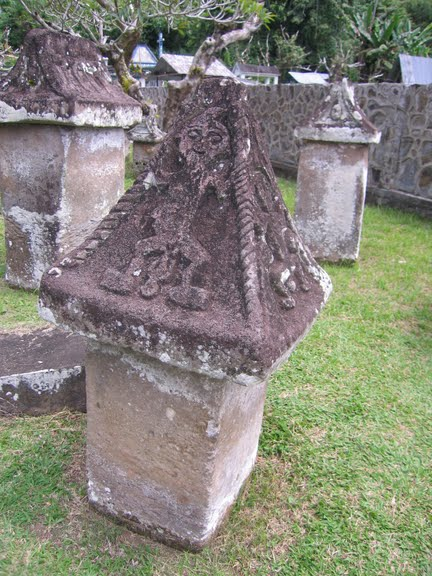
Een waruga is een steengraf

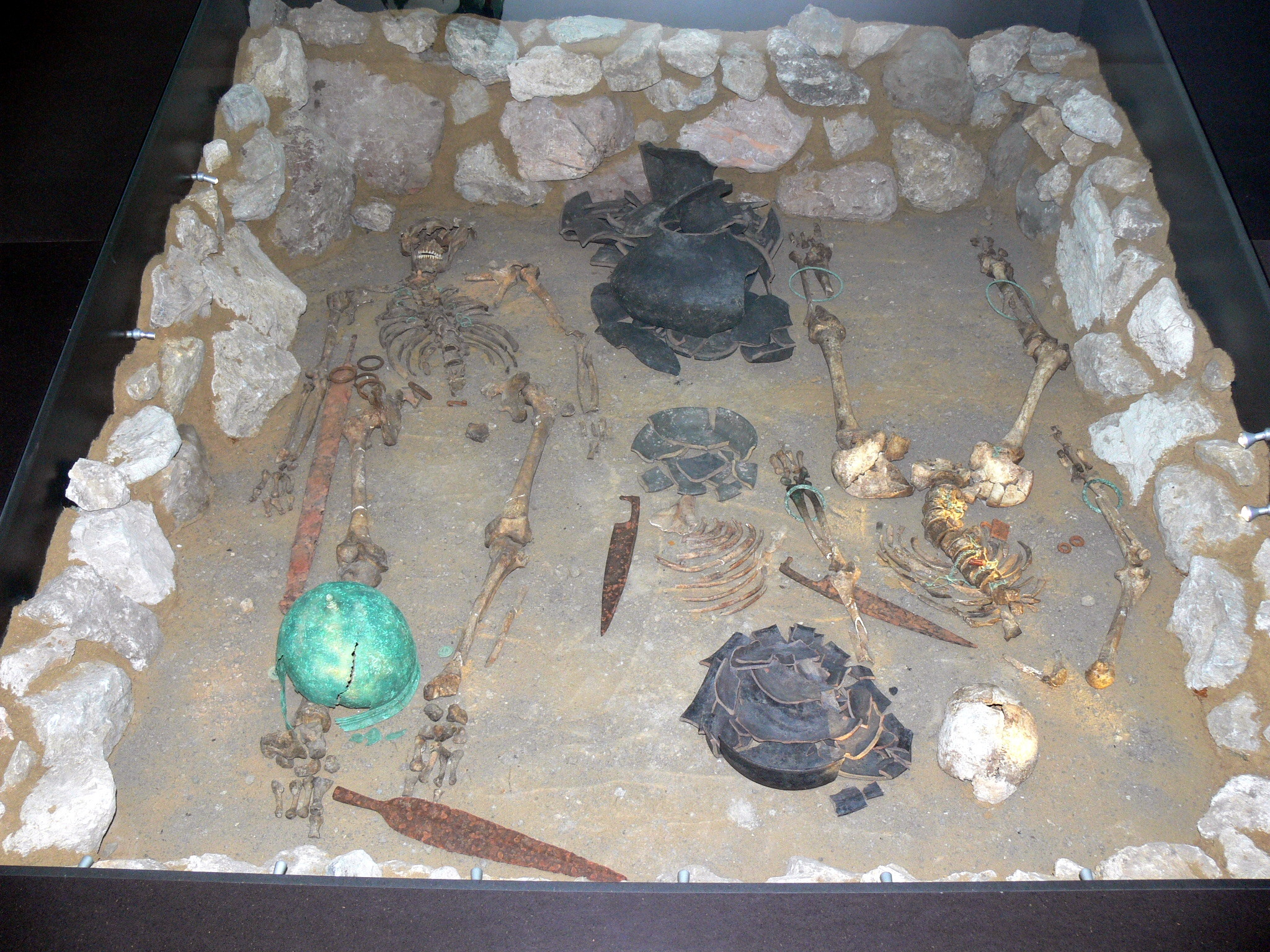
Keltisch dubbelgraf, graf 39 (410-370 v. Chr.) bij Moserstein

Een graf is een plaats waar een lichaam of de restanten daarvan, na het overlijden wordt neergelegd. Per cultuur en religie verschillen de eisen en wensen die aan een graf worden gesteld. In de meeste culturen is een graf enerzijds een laatste rustplaats voor de overledene, anderzijds is een graf een plek waar nabestaanden de overledene later kunnen eren. Het begraven gebeurt in het algemeen op een begraafplaats.
Vaak is een graf een kuil of gegraven gat in de grond, maar ook de plaatsing in rotsholten of ondergrondse of bovengrondse kamers komt voor. In zo'n geval, wanneer er sprake is van inmetseling, dan spreekt men van een grafnis. In een graf kunnen één of meer lichamen begraven worden. Het lichaam kan naakt, gekleed, in een houten of stenen doodskist en met of zonder grafgiften worden begraven. Maar ook is het mogelijk om, na een crematie, de as van de overledene in een graf te plaatsen.
Omdat een dergelijke plaats vaak tientallen tot honderden of zelfs duizenden jaren onaangeraakt blijft, kunnen oude graven ons vaak veel leren over de gewoonten en cultuur van de mensen die die graven maakten, vooral als er sprake is van uitgebreide rituelen en grafgiften. De archeogenetica heeft ongeschonden graven en kerkhoven een belangrijker bron van informatie dan voorheen gemaakt. De werkwijze van de archeologen is ook veranderd. Bij opgravingen wordt nu beschermende kleding gedragen om besmetting met modern DNA te voorkomen.

## Soorten graven
Graven kunnen niet gekocht worden. Men kan alleen grafrechten verwerven. Met andere woorden: voor een bepaalde periode krijgt een rechthebbende de mogelijkheden zelf te bepalen wie er in het graf begraven wordt. Er kan ook sprake zijn van een algemeen graf. In dat geval bepaalt de houder van de begraafplaats wie er in het graf komt. In Nederland wordt een algemeen graf voor tien jaar uitgegeven. Die termijn is gelijk aan de wettelijke grafrusttermijn. Een graf vindt men in de meeste gevallen op een begraafplaats of kerkhof. Op het graf wordt al of niet een grafmonument geplaatst. Al naargelang het materiaal en de vorm spreken we dan bijvoorbeeld over een grafsteen, houten stèle of zerk. In de periode 1870-1940 werden soms ook een losse graftrommel geplaatst die diende als grafmonument.
Voor nabestaanden van de overleden persoon is het vaak een herinneringsplek om naartoe te gaan. Vaak gebeurt dit op speciale gelegenheden zoals Allerzielen, Vaderdag, Moederdag, de verjaardag of sterfdag van de overledene. Men plaatst bij zo'n bezoek vaak bloemen of planten maar ook andere voorwerpen zoals foto's, kaarsen of zelfs flessen drank.
Het monument op het graf wordt soms onderhouden door de begraafplaats maar vaker door de familie zelf. De regels hiervoor worden bepaald in een verordening of reglement.

## Bijzondere graven
De oudst bekende graven in West-Europa zijn te vinden in de grafheuvels, Vorstengraven en hunebedden. In andere werelddelen zijn bekende graven uit de oudheid onder meer die van de farao's in de Egyptische piramiden, het graf van de Heer van Sipán en het graf van de eerste Chinese keizer Qin Shi Huangdi met het terracottaleger in Xi'an. In de loop der eeuwen hebben verschillende personen als keizers, koningen, pausen en enkele kunstenaars een speciaal graf gekregen ook wel mausoleum of een praalgraf genaamd. Voorbeelden zijn de praalgraven in de Sint-Pietersbasiliek in Rome, het graf van zanger en acteur Elvis Presley waar jaarlijks meer dan 600.000 bezoekers op af komen, het mausoleum in Hanoi waar Hồ Chí Minh ligt opgebaard.
In Nederland bevinden zich in de Grafkelder van Oranje-Nassau de graven van het Koninklijk Huis. Op deze grafkelder gelegen in de Nieuwe Kerk te Delft, staat de Graftombe van Willem van Oranje. Bijzondere graven zijn ook te vinden in Valkenburg, waar bovengronds begraven wordt in zogenaamde terrasgraven. Deze graven liggen in galerijen tegen de heuvel. De methode van bovengronds begraven wordt steeds vaker toegepast op andere begraafplaatsen.
Verder zijn er speciale situaties die om een ander graf dan gebruikelijk vragen. In vorige eeuwen was het gebruikelijk om zeelieden die tijdens de lange reis overleden een zogenaamd zeemansgraf te geven. Dit hield in dat de overledene met een speciale ceremonie aan de zee werd toevertrouwd. Graf wordt hier dan alleen gebruikt in de zin van laatste rustplaats, alhoewel dat dus niet in de aarde is, maar in het water.
Een chulpa is een graftoren in Peru en Bolivia. De overledene werd in foetushouding in de chulpa geplaatst. De overledene wordt ook in foetushouding in een waruga geplaatst.

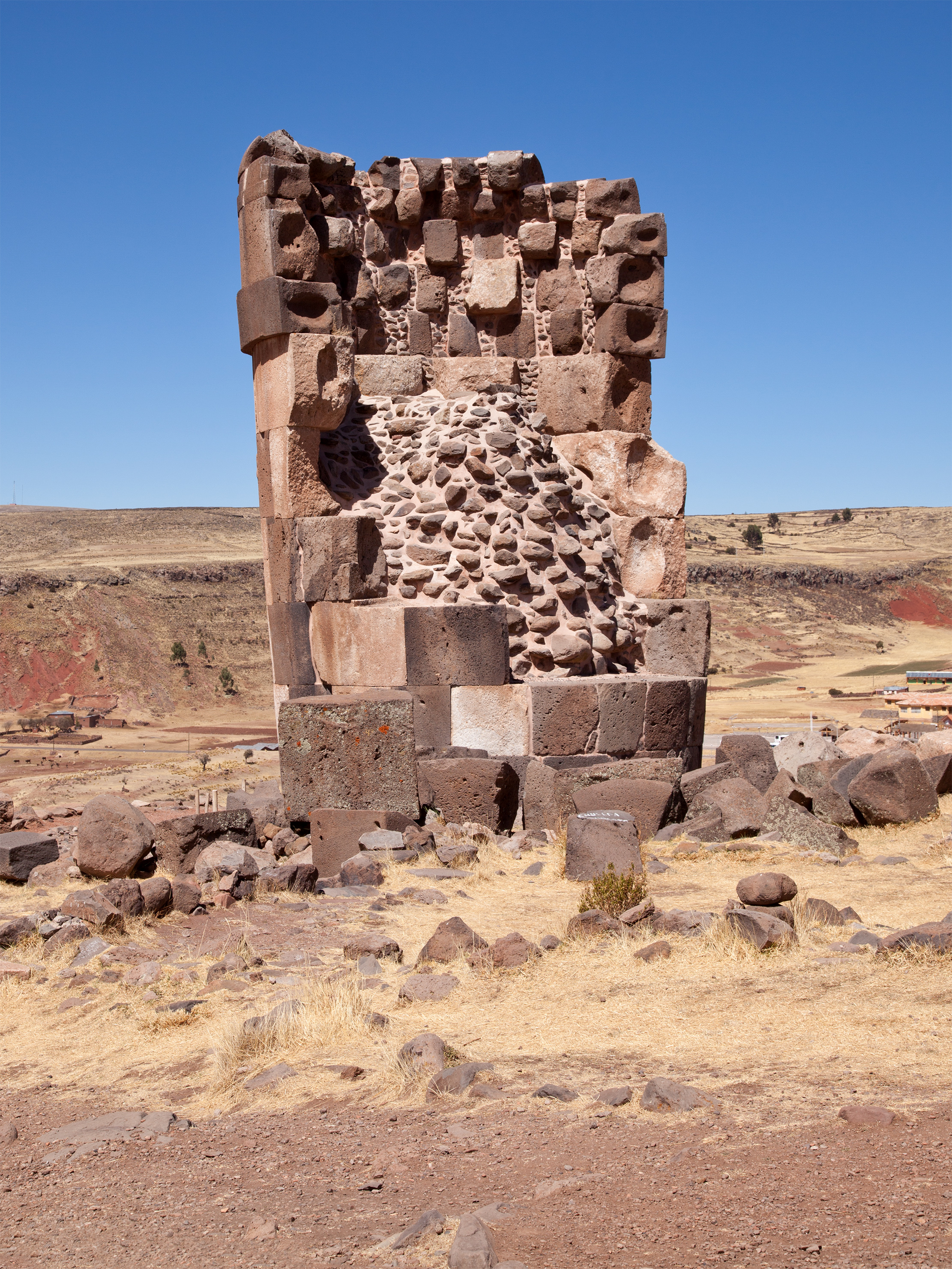
De chulpa van Sillustani